# 별정중량
별정중량(別定重量)은 최근 일정기간 중 각 경주마가 벌어들인 상금의 합계에 따라 부담중량이 결정되는 것이다. 즉 수득상금이 많은 말은 부담중량이 무겁게, 수득상금이 적은 말은 부담중량이 가볍게 부여되는 방식이다.
이는 핸디캡중량 방식만큼 말의 능력에 따라 면밀하게 부담중량이 결정되는 것은 아니지만, 대략적으로 능력별 부담중량이 정해지는 것이라고 볼 수 있다. 이는 특정 우수한 말 몇 두가 상금을 휩쓸어가는 것을 방지하고, 그동안 상금을 덜 번 말들에게도 어느 정도 기회를 주고자 하는 부담중량 방식이다.